# پارک هه جین
پارک هه جین (کره‌ای: 박해진؛ زادهٔ ۱ مه ۱۹۸۳) بازیگر اهل کره جنوبی است. او بیشتر به خاطر ایفای نقش مکمل در درام‌های تو از ستاره‌ها اومدی (۲۰۱۳) و دکتر غریبه (۲۰۱۴) و نقش اصلی در بد گایز (۲۰۱۴)، پنیر در تله (۲۰۱۶)، تن به تن (۲۰۱۷)، جنگل (۲۰۲۰)، کارآموز تازه‌کار (۲۰۲۰) و دیگه وقت نمایشه (۲۰۲۲) شناخته می‌شود.

## فیلم‌شناسی

### فیلم
| سال  | عنوان          | عنوان اصلی   | نقش        | توضیحات      | منابع |
| ---- | -------------- | ------------ | ---------- | ------------ | ----- |
| ۲۰۱۰ | ریتم چاپستیک   | 젓가락       |            | حضور افتخاری |       |
| ۲۰۱۵ | برف روی دریاست | 설해         | لی سانگ وو |              |       |
| ۲۰۱۸ | پنیر در تله    | 치즈인더트랩 | یو جونگ    |              |       |

### مجموعه تلویزیونی
| سال       | عنوان                           | عنوان اصلی      | نقش                      | توضیحات    | منابع       |
| --------- | ------------------------------- | --------------- | ------------------------ | ---------- | ----------- |
| ۲۰۰۶      | خواهران معروف چیل               | 소문난 칠공주   | یون هانام                |            |             |
| ۲۰۰۷      | بهشت و زمین                     | 하늘만큼 땅만큼 | جونگ مو یونگ             |            |             |
| ۲۰۰۸      | شرق بهشت                        | 에덴의 동쪽     | شین میونگ هون            |            |             |
| ۲۰۰۹      | خون‌گرم                          | 열혈장사꾼      | ها ریو                   |            |             |
| ۲۰۱۱      | Qian Duo Duo Marry Remember     | 钱多多嫁人记    | شو فی                    | سریال چینی |             |
| ۲۰۱۲      | نوع دیگری از زندگی پر زرق و برق | 另一种灿烂生活  | لیو دا مینک              | سریال چینی |             |
| ۲۰۱۲      | دخترم سویونگ                    | 내 딸 서영이    | لی سانگ وو               |            |             |
| ۲۰۱۳      | نسبیت عشق                       | 恋爱相对论      | لی آنگ                   | سریال چینی |             |
| ۲۰۱۳–۲۰۱۴ | تو از ستاره‌ها اومدی             | 별에서 온 그대  | لی هی کیونگ              |            |             |
| ۲۰۱۴      | دکتر غریبه                      | 닥터 이방인     | هان جه جون / لی سونگ هون |            |             |
| ۲۰۱۴      | بد گایز                         | 나쁜 녀석들     | لی جونگ مون              |            |             |
| ۲۰۱۶      | پنیر در تله                     | 치즈인더트랩    | یو جونگ                  |            |             |
| ۲۰۱۶      | عشق دور                         | 遠得要命的愛情  | شن آن                    | سریال چینی |             |
| ۲۰۱۷      | تن به تن                        | 맨투맨          | کیم سول وو               |            |             |
| ۲۰۲۰      | جنگل                            | 포레스트        | کانگ سان هیوک            |            |             |
| ۲۰۲۰      | کارآموز تازه‌کار                 | 꼰대인턴        | کا یول جان               |            |             |
| ۲۰۲۲      | دیگه وقت نمایشه                 | 지금부터 쇼타임 | چا چاوونگ                |            |             |
| ۲۰۲٣      | رأی کشنده                       | 치명적인 투표   | کیم مو چان               |            | [ ۱ ] [ ۲ ] |

### مجموعه اینترنتی
| سال  | عنوان                      | عنوان اصلی        | نقش                                  | توضیحات  | منابع |
| ---- | -------------------------- | ----------------- | ------------------------------------ | -------- | ----- |
| ۲۰۱۶ | اولین بوسه برای هفتمین بار | 첫키스만 일곱번째 | پارک هه جین                          | قسمت ۲–۳ |       |
| ۲۰۲۱ | پیدایش                     | 복제인간          | کانگ ایل هون/ چن/ بک دونگ جین/ مایکل |          | [ ۳ ] |

### برنامه تلویزیونی
| سال       | عنوان                 | نقش               | توضیحات | منابع |
| --------- | --------------------- | ----------------- | ------- | ----- |
| ۲۰۰۹–۲۰۱۰ | فمیلی اوتینگ          | عضو گروه بازیگران |         |       |
| ۲۰۱۳      | لیتل بیگ هیرو         | راوی مستند        |         | [ ۴ ] |
| ۲۰۲۱      | جعبه رندم پارک هه جین | میزبان            |         | [ ۵ ] |